# High Crimes
High Crimes is een Amerikaanse thriller uit 2002 van Carl Franklin met Ashley Judd, Morgan Freeman en James Caviezel.

## Verhaal
Claire Kubik is een succesvolle advocate, moeder van een zesjarige dochter en gelukkig getrouwd met haar man Tom Kubik. Alles loopt op rolletjes tot Tom wordt gearresteerd door de FBI. Hij wordt beschuldigd van de moord op negen boeren in een afgelegen dorp in El Salvador in 1988. En haar man blijkt plots Ronald Chapman te heten. Tom geeft toe dat hij aanwezig was op de plaats van de massamoorden maar hij ontkent betrokken te zijn bij de moorden. Volgens hem is de schuld op hem geschoven om de echte dader, majoor James Hernandez, die nu assistent is van brigade-generaal Bill Marks, te beschermen. Eerste luitenant Terence Embry is toegewezen om Tom te verdedigen, maar diens gebrek aan ervaring baart Claire zorgen. Ze besluit om haar man te verdedigen, maar beseft al snel dat ze hulp nodig heeft van iemand die vertrouwd is met de werking van een militaire rechtbank. Ze huurt Charlie Grimes in, een verbitterde voormalige militaire advocaat met een wrok tegen militairen. Terwijl ze vecht voor haar gezin, probeert ze overtuigd te blijven van de onschuld van haar man en dit terwijl het bewijsmateriaal haar steeds meer tegenspreekt.

## Rolverdeling
| Acteur                | Personage                     |
| --------------------- | ----------------------------- |
| Ashley Judd           | Claire Kubik                  |
| Morgan Freeman        | Charlie Grimes                |
| Jim Caviezel          | Tom Kubik/Ron Chapman         |
| Adam Scott            | Luitenant Terence Embry       |
| Bruce Davison         | Brigadier Generaal Bill Marks |
| Juan Carlos Hernández | Majoor James Hernandez        |
| Amanda Peet           | Jackie Grimaldi               |